# Поспешишь — людей насмешишь
«Поспеши́шь — люде́й насмеши́шь» (англ. Fools Rush In) — романтическая комедия, повествующая о жизни Алекса Уитмена и неожиданной встрече с девушкой, приведшей к бурным изменениям. Премьера состоялась 14 февраля 1997 г. Название картины — строчка из песни Элвиса Пресли «Can’t Help Falling in Love», звучащей в концовке фильма.

## Сюжет
Фильм повествует о жизни Алекса Уитмена, который поехал в Лас-Вегас в канун Рождества для проектирования ночного клуба. Случайно, стоя в очереди в туалет, он сталкивается с очаровательной девушкой (Изабель Фуэнтес). Между ними пролетела искра, и вот они уже в постели, но ранним утром она его покидает. Через три месяца она появляется и заявляет, что беременна. Алекс в недоумении, он едет вслед за ней, и находит её у плотины Гувера. Она его просит об услуге – пойти на еженедельный ужин к своей семье. Затем он сознаётся, что любит её и готов жениться. После свадьбы он сталкивается с тем, что Изабель желает жить в Лас-Вегасе, он же – на Манхэттене. Затем её семья делает ремонт в доме в качестве свадебного подарка, также он ездил с братьями Изабель и её другом детства на охоту, но из-за змей упал в кактусы. Приезд родителей Алекса совсем обескураживает, учитывая, что он ничего не рассказал им о жене. Проведя уикенд вместе, сваты понимают, что, как их дети, они тоже разные. Для того, чтобы сдать клуб в срок, Алексу приходится работать, не покладая рук, но затем ему предлагают проектировать новый клуб в Мидтауне. Изабель, узнав об этом, расстраивается и попадает в больницу, а затем уезжает к прабабушке, сказав, что потеряла ребёнка. Будучи в Нью-Йорке, Алекс получает уведомление о разводе. Его подруга детства приглашает его на отдых вместе с их родителями, и он соглашается. Но у вертолётной площадки он увидел девочку по имени Изабель, и словно озарение ему напомнило о любимой и потерянном ребёнке. Он едет к Изабель, где её прабабушка говорит, что она уехала в Неваду рожать ребёнка. Алекс возвращается обратно, остановив её машину на плотине Гувера. Здесь происходит разговор, где он просит прощения, а затем она рожает (девочку) здесь же, на плотине. Они вспоминают, что их развод вступил в силу, но нет причин для волнений – они сыграли свадьбу в кругу семей у обрыва Гранд-Каньона.

## Роли исполняли

### В главных ролях
- Мэттью Перри — Алекс Уитмен
- Сальма Хайек — Изабель Фуэнтес

### Второстепенные персонажи
- Джон Тенни — Джефф (друг Алекса)
- Шивон Фэллон — Лани
- Джон Беннетт Перри (отец Мэттью Перри) — Ричард Уитман (отец Алекса)
- Джилл Клейберг — Нэн Уитман (мать Алекса)
- Карлос Гомес — Чуи (друг детства Изабель)

## Сборы
Кассовые сборы на первой неделе показа в Северной Америке составили 9,7 миллионов долларов США, заняв таким образом пятое место.

## Критика
На сайте-агрегаторе рецензий Rotten Tomatoes у фильма 34% положительных рецензий на основе 32 отзывов  со средней оценкой 5,2 из 10. Консенсус веб-сайта гласит: «„Поспешишь-людей насмешишь“ — это базовая романтическая комедия, где противоположности пытаются притянуться и найти маловероятный счастливый конец». 
Положительную рецензию дал Роджер Эберт из газеты «Chicago Sun-Times», поставивший фильму 3 звезды из 4 возможных. Он охарактеризовал фильм как «милый, занимательный повтор древней формулы», подчеркнутый хорошей игрой (особенно Хайек). 
Мэттью Перри считал «Поспешишь — людей насмешишь» своим «лучшим фильмом».